# Kounotori 2
Kounotori é uma nave de carga não tripulada da Agência Japonesa de Exploração Aeroespacial (JAXA). Geralmente é lançada por um foguete H-IIB. Kounotori significa cegonha branca, representando símbolo da entrega de alegria e felicidade. O nome-código oficial é HTV2 (H-II Transfer Vehicle). Tem como característica o fato de ser capaz de navegar de forma automática até a Estação Espacial Internacional. O primeiro HTV foi lançado em 2009.
O período decorrido para o cargueiro chegar à Estação é de uma semana. Em comparação, um ônibus espacial normalmente leva dois dias. Ao achegar ele é agarrado pelo Canadarm (braço robótico da ISS) e acoplado ao Módulo Harmony.
Ele é dividido em compartimentos distintos, um com abertura para o espaço e outro interno, (pressurizado), acessível astronautas de forma direta.